# پی‌یر دو فوآ، ارشد

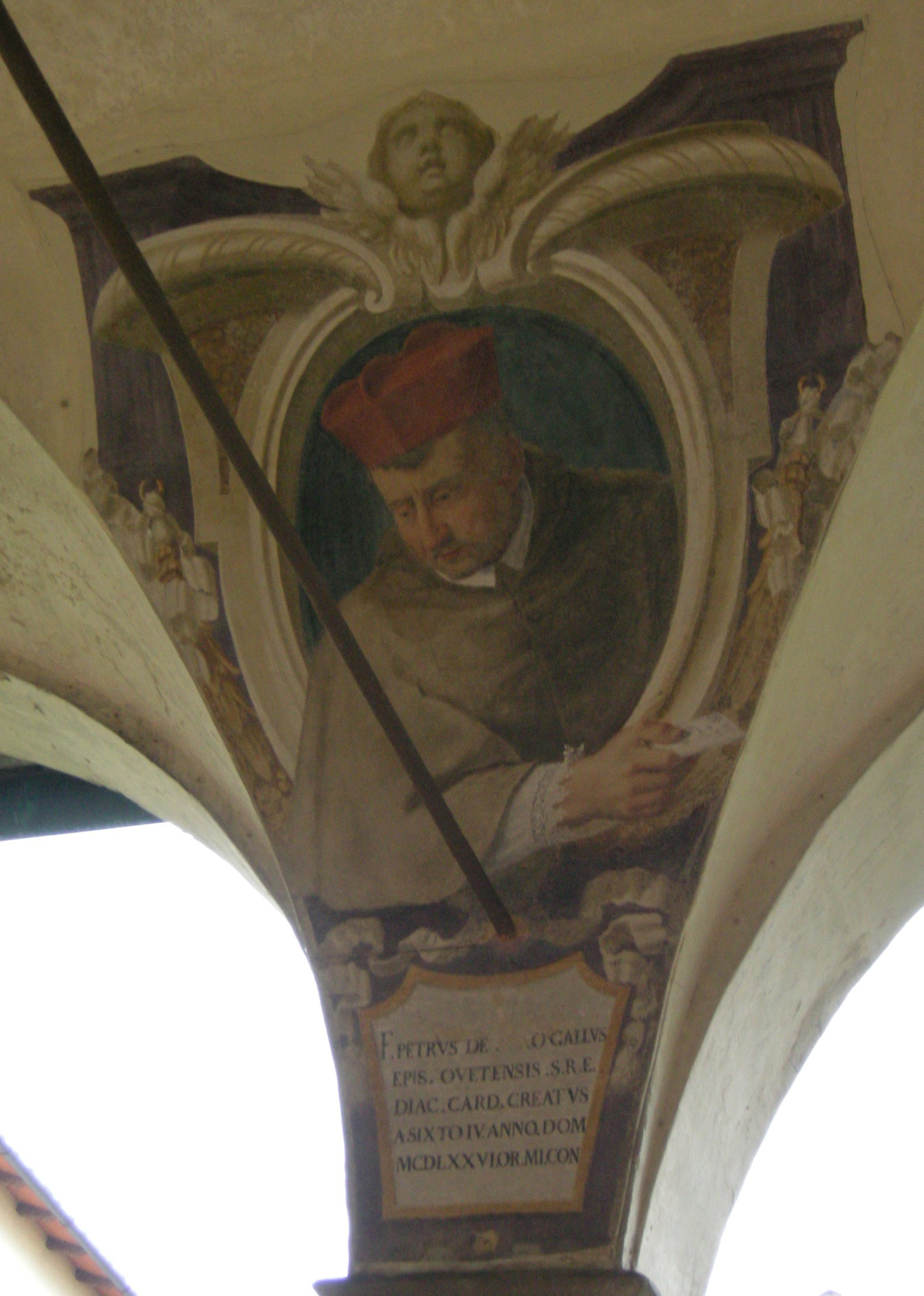
کاردینال پی‌یر دو فوآ

پی‌یر دو فوآ، ارشد (به فرانسوی: Pierre de Foix, le vieux) (متولد ۱۳۸۶ میلادی - درگذشتهٔ ۱۳ دسامبر ۱۴۶۴) کاردینال فرانسوی بود که در سال ۱۴۰۹ میلادی به این مقام دست یافت.
او از سال ۱۴۳۳ تا ۱۴۶۴ نمایندهٔ پاپ در آوینیون و از سال ۱۴۵۰ تا ۱۴۶۳ اسقف اعظم کلیسای کاتولیک بود.
وی دانشگاه اوینیون و هم چنین کلژ دو فوآ را در تولوز تأسیس نمود.